# Przejście graniczne Zasieki-Forst
Przejście graniczne Zasieki-Forst – istniejące w latach 2003–2007 polsko-niemieckie drogowe przejście graniczne położone w województwie lubuskim, w powiecie żarskim, w gminie Brody, w miejscowości Zasieki.

## Opis
Przejście graniczne Zasieki-Forst z miejscem odprawy granicznej po stronie niemieckiej w miejscowości Forst zostało utworzone 24 września 2003. Czynne było całą dobę. Dopuszczone było przekraczanie granicy dla ruchu osobowego i mały ruch graniczny. Kontrolę graniczną osób, towarów i środków transportu wykonywały kolejno: Graniczna Placówka Kontrolna Straży Granicznej w Olszynie, Placówka Straży Granicznej w Olszynie. Obie miejscowości łączył most na Nysie Łużyckiej. Do przejścia po stronie polskiej prowadziła droga wojewódzka nr 289. 
21 grudnia 2007 na mocy układu z Schengen przejście graniczne zostało zlikwidowane.